# Martin Kastler
Martin Kastler (Neurenberg, 18 juni 1974) is een Duits politicus van christendemocratische signatuur. Hij is lid van de Beierse Christlich-Soziale Union (CSU) en de Europese Volkspartij en zetelt sinds 2008 als lid van de EVP-fractie in het Europees Parlement.
Kastler zetelde in het Europees Parlement van 2003 tot 2004 als opvolger van Emilia Müller en van 2008 tot 2009 als opvolger van Alexander Radwan. Bij de parlementsverkiezingen van 2009 was hij zelf kandidaat en werd hij verkozen voor de sessie 2009-2014.
Martin Kastler is lid van de Commissie milieubeheer, volksgezondheid en voedselveiligheid en de Delegatie in de Gemengde Parlementaire Commissie EU-Voormalige Joegoslavische Republiek Macedonië en plaatsvervangend lid van de Commissie werkgelegenheid en sociale zaken en de Delegatie in de Paritaire Parlementaire Vergadering ACS-EU. Hij ijvert voor het behoud van de zondagsrust voor winkels middels het opzetten van een Europees Burgerinitiatief.

## Biografie
Martin Kastler studeerde geschiedenis en politieke wetenschappen in Erlangen en Praag. Hij had verschillende functies als woordvoerder en was van 2004 tot 2008 hoofd van de afdeling "Beginselkwesties van het ontwikkelingsbeleid" en coördinator van EU-projecten bij de Hanns-Seidel-Stiftung in München. Hij is lid van de diocesane raad van het bisdom Eichstätt, lid van de raad van bestuur van het Duits-Tsjechisch Toekomstfonds en lid van het centraal comité van Duitse katholieken (sinds 2012).